# Obrium piperitum
Obrium piperitum là một loài bọ cánh cứng trong họ Cerambycidae.